# 金玉稲荷神社
金玉稲荷神社（きんぎょくいなりじんじゃ）は、新潟県新潟市南区鷲ノ木新田にあった神社である。2023年（令和5年）3月末を以って閉社。

## 概要
鷲ノ木地域の農家が、狐が田畑を荒らして手に負えないので祠を造って狐を祭ったのが起こりとされている。その後、同じ鷲ノ木地域にある金玉山林葉寺（1691年（元禄4年）開山）に祠は移されたが、1868年（慶応4年）に出された神仏分離令により、下鷲ノ木新田に社殿を造営して林葉寺から分離したとされている。
なお、1918年(大正7年)から1925年(大正14年)にかけて編纂された中蒲原郡誌によれば、鷲巻村の村内にある神社として6社が記されているが、その中に本神社の記載がされていない。
そのユニークな名前から、近隣にある金玉神社と一緒にタウン情報誌やマスメディアに取り上げられることが多い。

## 周辺の神社・見所
- 金玉神社 (新潟市)
- 桜遊歩道公園

## 現地情報
黒埼（大野町）市街から中ノ口川を渡った対岸に立地する。
交通アクセス
- 新潟交通 W7 大野・白根線・W8 味方線 「大野仲町」バス停より徒歩約5分
- 北陸自動車道 新潟西インターチェンジから車で10分